# یانوس تیووس
یانوس تیووس (انگلیسی: Janus Theeuwes; ۴ آوریل ۱۸۸۶ – ۷ اوت ۱۹۷۵) کماندار اهل هلند بود.